# Слободан пад (филм из 2004)
„Слободан пад” је српски кратки ТВ филм из 2004. године. Режирао га је Владимир Ђукелић који је заједно са Вуком Ршумовићем написао и сценарио.

## Улоге
| Глумац            | Улога                |
| ----------------- | -------------------- |
| Стефан Капичић    | Никола               |
| Мило Бакић        | Шанкер               |
| Љиљана Благојевић | Психотерапеут        |
| Соња Божић        | Бивша девојка        |
| Јасмина Ћоровић   | Бивша девојка        |
| Бранко Цвејић     | Главни члан комисије |
| Живко Грубор      | Другар               |
| Бојана Гутеша     | Бивша девојка        |
| Горјана Јањић     | Чланица комисије     |
| Марко Јањић       | Члан Комисије        |
| Марија Каран      | Бивша девојка        |

Остале улоге  ▼
| Глумац               | Улога                   |
| -------------------- | ----------------------- |
| Свјетлана Кнежевић   | Мајка                   |
| Никола Којо          | Шеф                     |
| Тони Лауренчић       | Отац                    |
| Небојша Миловановић  | Члан комисије           |
| Весна Паштровић      | Девојка                 |
| Љиљана Шкорић        | Секретарица             |
| Александар Срећковић | Инструктор падобранства |
| Ђорђе Стаменковић    | Другар                  |
| Бојана Стефановић    | Другарица               |
| Ива Штрљић           | Чланица комисије        |